# كوجيرو ناكامورا
كوجير ناكامورا  (باليابانية: 中村 廣治郎) هو مترجم وباحث ياباني متخصص في العقيدة والتاريخ الإسلامي، وهو أستاذ فخري في الدراسات الإسلامية في كل من جامعة طوكيو وجامعة أوبرلين.
كان قسم الدراسات الإسلامية بجامعة طوكيو الأول من نوعه في اليابان، وأُنشأ في عام 1982 مع تعيين ناكامورا أول أستاذ له.
ترجم وعلق على أجزاء من كتاب إحياء علوم الدين للغزالي، فكان هذا أهم أعماله لجمعية النصوص الإسلامية، وأنهاه عام 1992. بذل ناكامورا كثيرًا من الجهد في تحليل أعمال الغزالي، وترجم بعضها إلى اللغة اليابانية. كما شغل منصب كرسي المؤتمر في مؤتمر المنار الأول في منظمة روتليدج.

## اقتباسات
1. ↑  "イスラム学者の中村廣治郎氏死去" (باليابانية). 産経新聞. Retrieved 2023-12-19.
2. ↑  إيزوتسو, The Concept of Belief in Islamic Theology, pg. vi. نيو ويستمينيستر (كولومبيا البريطانية): The Other Press, 2006. ISBN 9789839154702
3. ↑  "Note on Contributors." Taken from Religion and Society: An Agenda for the 21st Century, pg. 280. Eds. Gerrie Ter Haar and Yoshio Tsuruoka. Volume 5 of International studies in religion and society. لايدن: دار بريل للنشر, 2007. ISBN 9789004161238
4. ↑  Orient, vols. 35-37, pg. 9. Maruzen Company, 2000.
5. ↑  Annemarie Schimmel, Deciphering the Signs of God: A Phenomenological Approach to Islam, pg. 265.
6. ↑  The Islamic Quarterly, vols. 27-29, pg. 131. لندن، المركز الثقافي الإسلامي، 1983
7. ↑  Religion and Society, pg. 281.
8. ↑  Stephane A. Dudoignon, Komatsu Hisao and Kosugi Yasushi. Intellectuals in the Modern Islamic World: Transmission, Transformation and Communication, pg. xiii. لندن: روتليدج, 2013. ISBN 9781134205981